# 임시찬성건의소
임시찬성건의소(臨時贊成建議所)는 1910년에 조직된 한일 병합 찬성 단체이다. 줄여서 찬성건의소라고도 불렀다.
설립 목적은 일진회의 〈일한합방성명서〉에 적극 찬성하는 것이었다. 한일 병합 시행을 요청하는 장서를 작성해 대한제국 정부와 통감부에 제출하는 활동을 했다.
일진회가 1909년에 합방성명서를 발표한 이후 양국 병합을 촉구하는 여론이 일각에서 일어났다. 여러 단체가 생겨나 찬성 여론을 이끌었는데, 대한제국 군대 해산 때 해산된 전직들로 구성된 임시찬성건의소도 이 가운데 하나이다. 발기인은 김준모를 포함한 31명이었다.
1910년 3월 27일에 영관급과 위관급 군 출신 인사 약 20여 명이 모여 결성하고 소장으로 김준모를 선정했다. 김준모는 대한제국 육군 참령을 지낸 인물이었다. 이들은 단체 결성 이튿날인 3월 28일에 한일 병합을 촉구하는 문서를 작성하여 내각과 통감부에 제출하였다. 이 문서는 대한제국 내각이 일본을 신뢰하지 못하고 일본과의 합방을 망설이는 이유를 이해할 수 없다고 밝히고 있으며 일본과 대한제국이 병합하면 두 나라가 영원히 행복해질 수 있으므로 빨리 결단을 내리라고 재촉하고 있다.
그러나 이들이 해산 군인을 대표하는 것처럼 행세하면서 신우균, 어담 등이 친위부 장관 이병무에게 김준모가 군인의 체면을 더럽혔다며 탄핵 권고를 했다. 또한 장서에 이름이 포함된 전직 군인 중 일부가 자신들은 이름을 도용당한 것이라고 항의하기도 했다.
《대한매일신보》의 보도에 따르면 임시찬성건의소는 일진회 총무인 최정규의 조종으로 재정적 후원까지 받아 설립된 단체였다. 그러나 장서를 제출한 뒤인 5월경에는 이용 가치가 떨어지자 최정규가 경비를 지급하지 않아 단체 유지에 어려움을 겪게 되었다. 그 당시에도 본인의 승낙없이 이름을 도용당한 해산 군인이 항의하는 일이 계속되었으며 1910년 5월경 해체된 것으로 추정된다.

## 참고자료
- 친일인명사전편찬위원회 (2004년 12월 27일). 《일제협력단체사전 - 국내 중앙편》. 서울: 민족문제연구소. 93~94쪽쪽. ISBN 8995330724.
- 친일반민족행위진상규명위원회 (2006년 12월). 〈김준모〉 (PDF). 《2006년도 조사보고서 II - 친일반민족행위결정이유서》. 서울. 646~650쪽쪽. 발간등록번호 11-1560010-0000002-10. [깨진 링크(과거 내용 찾기)]